# Алаверди
Алаверди (јерм. Ալավերդի) је град на североистоку јерменског марза Лори, у близини границе са Грузијом. Град је смештен у кањону реке Дебед, 167 км североисточно од главног града Јеревана. Индустријски и трговачки је центар региона са око 16.500 становника.
Кроз град пролази једина железница која директно повезује Јерменију са Грузијом. У близини града се налази манастирски комплекс Санаин саграђен између X—XIII века који је на листи светске културне баштине УНЕСКО-а.

## Географија
Град је смештен на стрмим обалама Дебеда на надморској висини између 750 м и 1.400 м, 167 км североисточно од Јеревана, у марзу Лори. Окружен је високим планина и бујним четинарским шумама. Гроз град пролази ауто-пут који повезује Тбилиси са Ванадзором и пруга Тбилиси - Јереван.

## Историја
Прво насеље на месту данашњег града основано је између 3. и 2. века пре нове ере под именом Маниц Гом или Манес. У старим изворима насеље се помиње као утврђење око кога се налазе куће. Од 13. века спомиње се као место где се вади бакар.
Данашње име датира из 17. века и води порекло од имена једног од племенских старешина локалног номадског племена Борчали (Алахверди Мулаоглу Таркан). Реч је турско-арапског порекла и значи Богом дано и вероватно се односила на ово нешто питомије подручје у односу на околне високопланинске области.
Године 1770. у град долазе грчки рудари који ту, и у суседној Шамлуги граде топионице бакра. Већ 1801. подручје данашњег Алавердија улази у састав Русије која на овом подручју производи скоро четвртину тадашњег бакра. Године 1887. концесија на руднике бакра додељена је Французима.
Град је почео снажније да се развија у индустријском смислу након изградње пруге Гјумри-Тбилиси 1889. и хидроелектране на Дебеду 1909. године.
Статус града добија 1938. године а 1963. статус града републичке субординације. У Совјетско доба (након 1921.) град се индустријски убрзано развија. Граде се бројне фабрике, а 1957. је изграђен велики бакарни коминат који је чинио привредну окосницу целе области.
У последње време постоје дискусије о преименовању града у Лавлар - име оближње планине и старо јерменско име целог тог краја.

## Привреда
Привредна активност целог подручја Алавердија још од најранијих дана почива на рударству, на производњи бакарне руде. Почев од 1770. када је тадашњи грузински краљ Ираклије II уз помоћ грчких рудара отворио прве топионице па све до данас. Изградња велике хидроелектране на Дебеду 1909. и касније пруге имала је позитиван утицај на развој града.
Највећи напредак остварен је у совјетско доба, када је убрзаном и интензивном индустријализацијом Алаверди од сеоског насеља прерастао у модеран индустријски град. Велики комбинат бакра изграђен 1957. године данас је највеће предузеће у граду у коме је запослено преко 500 радника.

## Знаменитости
У самом граду и у близини налазе се многобројни културно историјски споменици. Најпознатији је манастирски комплекс Санаин и Ахпат основани у 10. веку који се налазе на листи културне баштине Унеска. Ту су још и Одзунски манастир из 5. века, камени мост из 1195. те тврђава од црног туфа Кајан Берд изграђена 1233. године.

## Спорт
Фудбалски клуб Металург Алаверди који је основан 1936. био је учесник првог издања фудбалског првенства Совјетског Савеза као представник тадашње Јерменске ССР. Након стицања незавинсоти Јерменије, клуб је преименован у ФК Дебед, али се такмичио само једну сезону (1992) након чега је расформиран.
У Совјетско доба град је био познат по врхунским рукометашима а од 1962. у њему се налази Рукометна академија Олега Горбунова (име добила у част некадашњег совјетског играча). У оквиру исте школе данас постоје и дечји тренинг кампови за кошарку и рвање. Године 2006. отворени су и дечји клубови за шах и бокс.
Једини стадион у граду је Градски стадион са 1.000 седишта на којем своје утакмице углавном играју локални јуниорски тимови. У граду не постоје професионалне спортске екипе.

## Градови побратими
- Кобулети, Грузија - од 28. маја 2007.
- Ајос Јоанис Рентис (Атинска општина), Грчка - од 1. октобра 2007.

## Галерија
- Река Дебед у Алавердију
- Одмаралиште Аван Дзорагет
- Камени мост из 1195.
- Железничка станица
- Поглед на град са жичаре